# 諾伯·里韋拉·卡雷拉
諾伯·里韋拉·卡雷拉（西班牙語：Norberto Rivera Carrera；1942年6月6日—）是墨西哥籍天主教司鐸級樞機、墨西哥城總教區榮休總主教和墨西哥榮休首席主教。

## 生平
卡雷拉於1942年6月6日在墨西哥中部偏西北杜蘭戈州的拉普里西馬出生。雷拉在1955年卡進入杜蘭戈的神學院學習。後來，他去了羅馬宗座額我略大學並獲大學頒授神學碩士學位。教宗保祿六世於1966年7月3日在杜蘭戈總教區將他晉鐸。
他於1985年12月21日晉牧，並獲教宗若望·保祿二世任命為特瓦坎教區主教。他於1995年6月13日接任墨西哥城總教區總主教。若望·保祿二世於1998年2月21日將他擢升為司鐸級樞機，領河畔聖方濟各堂區司鐸銜。
他於2004年至2006年期間擔任拉丁美洲主教團文化委員會主席。他還出任聖座修會部、聖職部和宗座家庭理事會成員。他曾參與2005年和2013年教宗選舉秘密會議，當時選出的教宗分別是本篤十六世和方濟各。2014年，他獲任命為修會部的成員。
他於2017年12月7日卸任墨西哥城總教區總主教及墨西哥首席主教的職務，前述兩個職務由嘉祿·阿吉亞爾·雷特斯繼任。

## 牧徽

諾伯·里韋拉·卡雷拉枢机牧徽